# Хенагар (Алабама)
Хенагар (енгл. Henagar) град је у америчкој савезној држави Алабама. По попису становништва из 2010. у њему је живело 2.344 становника.

## Демографија
Према попису становништва из 2010. у граду је живело 2.344 становника, што је 56 (2,3%) становника мање него 2000. године.
| Група             | 2000.         | 2010.         |
| Белци             | 2.303 (96,0%) | 2.229 (95,1%) |
| Афроамериканци    | 0 (0,0%)      | 1 (0,0%)      |
| Азијати           | 1 (0,0%)      | 1 (0,0%)      |
| Хиспаноамериканци | 17 (0,7%)     | 33 (1,4%)     |
| Укупно            | 2.400         | 2.344         |